# Fidesco
Група компаній Фідеско (рум. Fidesco) — одна з перших і найбільших компаній-мереж супермаркетів роздрібної торгівлі в Молдові. Компанія Фідеско була заснована в 1992 році, її основним видом діяльності є імпорт та оптово-роздрібний продаж продуктів харчування. Форма власності — 100 % приватний капітал. Правова форма — товариство з обмеженою відповідальністю (рум. S.R.L.).
Супермаркети розташовані в Кишиневі, Бельцях, Нових Аненах, Комраті, Оргеєві, Бечой, Бубуєч, Чадир-Лунзі, Калараші, Каушанах, Твардиці та Яловенах.